# شاطئ كارانغ بولونغ (نوسا كامبانجان)

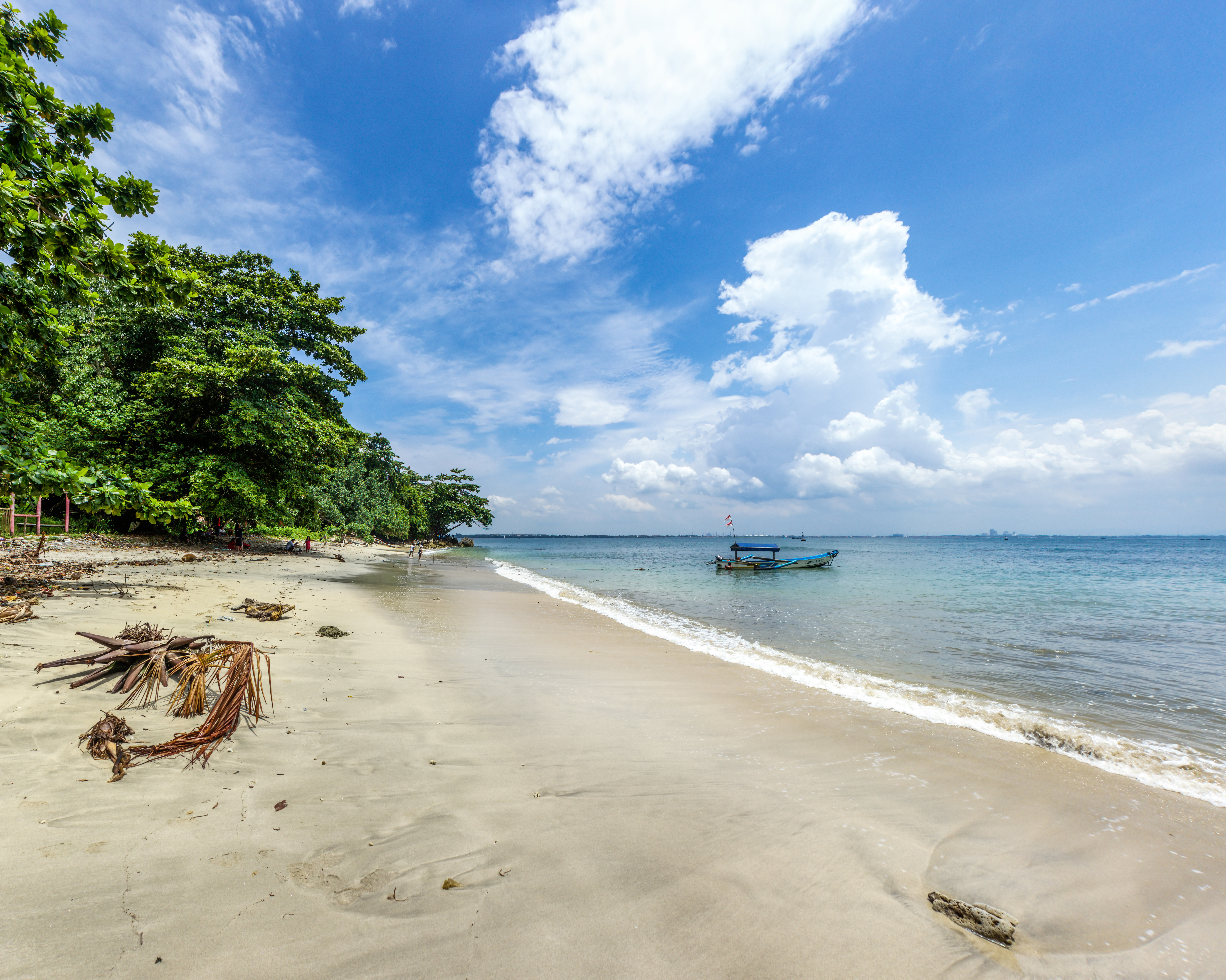
صورة من الطرف الغربي من شاطئ كارانغ بولونغ في نوسا كامبانجان.

شاطيء كارانغ بولونغ (بالإندونيسية: Pantai Karangbolong) هو شاطئ من الرمال البيضاء في جزيرة نوسا كامبانجان في سيلاكاب ريجنسي في جاوة الوسطى بإندونيسيا. يقع الشاطيء على الطرف الشرقي من الجزيرة داخل محمية طبيعية، ويقع على الشاطئ بالقرب من قلعة الهولندية القديمة، والمعروفة أيضا باسم كارانغ بولونغ.

## التاريخ
استخدمت جزيرة نوسا كامبانجان أولا كسجن خلال الفترة الاستعمارية الهولندية. في عام 1905 تم الإعلان عنها كمنطقة محظورة ومغلقة أمام الجمهور.،وظلت الجزيرة المحظورة تحت الاستعمار الهولندي، ثم لما قامت حكومة إندونيسية مستقلة، استمرت إغلاق الجزيرة حتى عام 1996، عندما وقع حاكم جاوا الوسطى وزير القانون مذكرة افتتاح الطرف الشرقي من الجزيرة للجمهور، وشمل ذلك العديد من الشواطئ، مثل كارانغ بولونغ.

## الموقع والوصول
يقع شاطيء كارانغ بولونغ في جزيرة نوسا كامبانجان، وهو إداريا جزء من سيلاكاب ريجنسي التابعة إداريًا جاوة الوسطى. للوصول إلى كارانغ بولونغ، يجب على الزوار استئجار قارب من شاطيء تيلوك بنيو، إلى الجنوب من مدينة سيلاكاب، ويتوجب عبور مضيق أناكان سيغارا للوصول إلى حوض صغير في كارانغ بولونغ في الجزء الشمالي الشرقي من الجزيرة. من هناك يتوجب على الزوار قطع مسافة تقدر بكيلومتر واحد على طول طريق ترابي عبر الغابة. جزيرة نوسا كامبانجان عبارة عن محمية طبيعية، ومع ذلك بدأ عدد من الناس يعيشون بالقرب من كارانغ بولونغ لتلبية احتياجات الزوار.

## المرافق
على الطريق بين الأجزاء الغربية والشرقية من الشاطئ هناك حصن، والمعروفة باسم كارانغ بولونغ. بنيت القلعة من قبل القوات الاستعمارية الهولندية في حوالي عام 1873، وأعطيت اسم الاندونيسي في لموقعها بالقرب من الشاطئ. الحصن الذي يغطي مسحة قدرها 12.000 متر مربع (130.000 قدم مربع)، وقد أصيب بأضرار من جراء التعرض لعدد من العوامل، وتم تغطيته بالغطاء النباتي. سرقت العديد من القطع الأثرية، لكن المدافع لا تزال موجودة في الحصن. بالقرب من الطرف الغربي من الشاطئ يوجد شلال، ويعرف باسم شلال جورجان سيو.